# Bahrain Club
El Bahrain Club (en árabe: |لبحرين) es un club de fútbol de Baréin, de la isla de Al Muharraq. Juega en la segunda divisiónde la Liga Premier de Baréin. Disputa sus partidos en el Estadio Nacional de Baréin.

## Resultados en competiciones internacionales
- Copa de Clubes de Asia

1991: Se canceló el torneo por la crisis regional.
- Liga de Campeones de la AFC

1998: Primera ronda.

## Palmarés

### Torneos nacionales
- Liga Premier de Baréin (5):[1] 1968, 1978, 1981, 1985, 1989
- Copa del Rey de Baréin (2): 1970, 1971